# District de Shimoniikawa
Le district de Shimoniikawa (下新川郡, Shimoniikawa-gun) est un district de la préfecture de Toyama au Japon.
Au 1er février 2014, sa population était de 38 771 habitants pour une superficie de 297,61 km2.

## Communes du district
- Asahi
- Nyūzen